# Leicester City Stadium
Leicester City Stadium è lo stadio britannico sede degli incontri interni del Leicester City, club calcistico dell'omonima città dell'Inghilterra.
Ultimato e inaugurato nel 2002 in sostituzione del secolare e obsoleto Filbert Street, è colloquialmente chiamato Filbert Way dal nome della strada in cui sorge e Freeman's Wharf in quanto edificato su di un'area lungo le rive del Soar un tempo adibita a molo fluviale (wharf è il termine inglese per "banchina portuale").
Nel 2011, inoltre, assunse il nome commerciale di King Power Stadium dal nome della catena di esercizi duty free King Power, proprietaria del club dal 2012 e dello stadio dal 2013; in precedenza, dal 2002 al 2011, fu altresì noto come The Walkers Stadium a seguito di accordo commerciale con Walkers, importante produttore britannico di snack food.
Benché impianto concepito per il calcio, al 2021 la massima affluenza registrata da Leicester City Stadium è relativa a un incontro di rugby disputato dalla compagine concittadina del Leicester Tigers (32488 spettatori nel 2006); quest'ultimo club, infatti, tra il 2005 e il 2009 utilizzò saltuariamente Filbert Way in alternativa al proprio Welford Road per problemi di capienza.
Inoltre, nel 2015, accolse gare della Coppa del Mondo di rugby organizzata dall'Inghilterra.

## Storia
Il precedente impianto del Leicester City, Filbert Street, già obsoleto di proprio in quanto inaugurato a fine XIX secolo, era ormai inadeguato alle nuove esigenze di accresciuta capienza dopo gli adempimenti strutturali imposti dal rapporto Taylor del 1990, in particolare per quanto riguarda l'eliminazione dagli stadi del Regno Unito dei posti in piedi.
Un primo progetto di nuovo stadio fu accantonato a inizio 2000, tuttavia nel corso di quello stesso anno il club acquisì un'area vasta 22 acri (88000 m²) lungo il fiume Soar nota come Freeman's Wharf e ottenne la licenza comunale per edificare una struttura da 32000 posti a sedere; il progetto, del costo di oltre trenta milioni di sterline, fu finanziato per circa 27 milioni da un fondo pensione statunitense, il TIAA (Teachers Insurance and Annuity Association of America).
Alla fine della stagione 2000-01 il Leicester City annunciò l'inizio dei lavori del nuovo stadio; ad aprile 2002, a lavori ancora non completati, il club strinse un accordo decennale con il marchio alimentare britannico Walkers (all'epoca già controllato dalla statunitense PepsiCo), specializzato in snack food, a seguito del quale la struttura, nota come Leicester City Stadium, assunse il nome commerciale di The Walker Stadium.
Il 23 luglio successivo, con il club appena retrocesso in seconda divisione, avvenne l'inaugurazione ufficiale cui presenziò l'ex giocatore del Leicester, ed ex internazionale inglese, Gary Lineker.

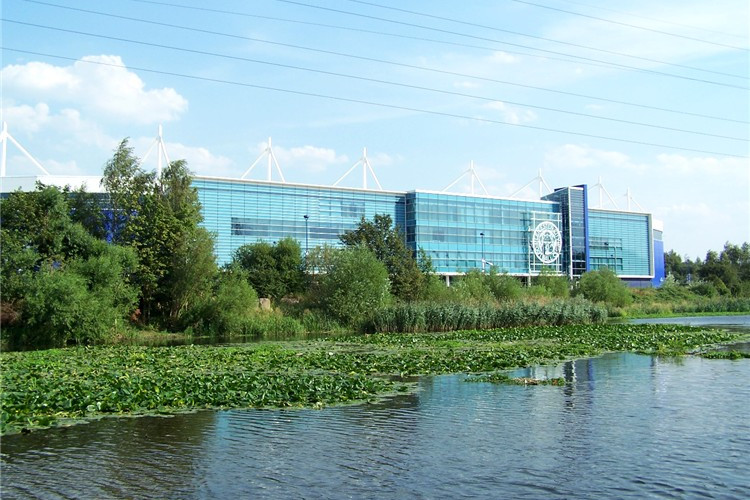
Lo stadio visto dalla sponda opposta del fiume Soar

La situazione finanziaria del club, già in debito per via degli alti costi della rosa, precipitò dopo l'inaugurazione perché la retrocessione lo privò di sostegno economico, anche complice il fallimento di ITV Digital che garantiva entrate sui diritti televisivi.
Fu così necessario a ricorrere alla liquidazione coatta amministrativa, che lasciò insoddisfatti diversi creditori tra cui il costruttore e general contractor Birse, che dopo quell'esperienza non partecipò più a gare d'appalto per impianti sportivi.
Una cordata riuscì a salvare il club ma la proprietà dello stadio, con il quale il club stesso stipulò un contratto d'affitto a lungo termine, finì al fondo d'investimento che ne aveva finanziato la costruzione.
Ad agosto 2010 il Leicester City fu rilevato da un consorzio industriale asiatico guidato dall'imprenditore thailandese Vichai Srivaddhanaprabha, proprietario della catena di vendita duty free al dettaglio King Power che, un anno più tardi, rilevò da Walkers i diritti di naming dell'impianto per rinominarlo King Power Stadium.
Due mesi più tardi Leicester City Stadium fu designato quale sede destinata ad accogliere tre gare della Coppa del Mondo di rugby 2015 affidata all'Inghilterra, preferendolo per maggiore capacità al concittadino Welford Road, impianto rugbistico di proprietà del Leicester Tigers.
Nel corso del torneo mondiale furono di scena nello stadio l'Argentina, due volte contro Tonga e Namibia, e a seguire Canada e Romania che si affrontarono nello stesso girone in cui giocava anche l'Italia.
Il 26 ottobre 2018, a causa di un incidente meccanico, l'elicottero AW169 di proprietà di Vichai Srivaddhanaprabha precipitò al suolo nel parcheggio dello stadio causando la morte di tutti e cinque i passeggeri, compreso il proprietario del Leicester City.

### Altri utilizzi
Lo stadio, grazie ai buoni rapporti tra i due più noti club sportivi della città, è stato utilizzato per occasioni di rilievo anche dal Leicester Tigers, compagine pluricampione nazionale ed europea di rugby a 15.
Quest'ultima società infatti, tra il 2004 e il 2009, prima dell'ampliamento di Welford Road, utilizzò l'impianto del calcio, soprattutto durante le coppe europee, registrando in uno di essi il record d'affluenza assoluto dell'impianto: 32533 spettatori nel corso del quarto di finale di Heineken Cup 2005-06 contro Bath, vinto 15-12 da quest'ultimo.
A fine 2004 i due club cittadini avevano comunicato un accordo di massima per acquistare in comproprietà al 50% lo stadio dall'allora proprietario, il fondo TIAA, e renderlo il terreno interno di entrambi, al fine di ottimizzare la struttura e di farlo diventare il centro dell'attività sportiva d'alto livello della contea; tale accordo non si concretizzò mai anche perché nel 2006 la città di Leicester vendette Welford Road al Tigers, che così poté procedere all'ampliamento in autonomia.
Le partite della Coppa del Mondo di rugby 2015 non sono gli unici appuntamenti internazionali ospitati al Leicester City Stadium: anche l'Inghilterra del calcio giocò in tale impianto in due occasioni, la prima delle quali, complice la ricostruzione dello stadio di Wembley, il 3 giugno 2003 contro la Serbia battuta per 2-1 con un goal di Steven Gerrard e uno nel finale di Joe Cole; più recentemente, nel 2018, l'Inghilterra vi sconfisse in amichevole la Svizzera 1-0.
Il terreno di gioco, completamente riscaldato, è un tappeto in erba ibrida realizzato con tecnologia a fibre sintetiche di sostegno GrassMaster.

## Incontri internazionali di rilievo

### Calcio
| Arbitro: | Paul Allaerts |

|                         |           |               |
| Gerrard 35’ J. Cole 82’ | Marcatori | 45’ Jestrović |

### Rugby a 15
| Arbitro: | Jaco Peyper |

|                                                            |      |                          |
| Tuculet 20’ Imhoff 22’ Sánchez 64’ Montoya 72’ Cordero 80’ | mt   | 7’ Morath 38’ Tonga’uiha |
| Sánchez 21’, 23’, 73’, 80’                                 | tr   |                          |
| Sánchez 18’, 26’, 44’, 53’                                 | c.p. | 33’, 42’ Morath          |